# Bruno Bartoletti
Bruno Bartoletti (Sesto Fiorentino, 10 juni 1926 – Florence, 9 juni 2013) was een Italiaans dirigent, vooral actief in het oudere en hedendaagse Italiaanse operarepertoire.

## Biografie
Bartoletti is in 1926 geboren. Hij studeerde in Florence aan het Cherubini-conservatorium. In 1953 maakte hij hier zijn debuut met een uitvoering van Rigoletto.
Later dirigeerde hij het Maggio Musicale Fiorentino, het Teatro dell’Opera di Roma, de opera van Kopenhagen en van 1965 tot 1999 was hij artistiek directeur van de Lyric Opera of Chicago, de eerste tien jaar samen met Pino Donati. Bartoletti dirigeerde hier 600 voorstellingen van 55 verschillende opera's.
Bartoletti heeft opnamen mogen maken met de grootste operazanger(ess)en, onder wie Luciano Pavarotti, Plácido Domingo, Renata Tebaldi en Montserrat Caballé.
In 2001 is Bartoletti benoemd tot Cavaliere di Gran Croce in de Ordine al merito della Repubblica italiana.
In 2011 verzorgde Bartoletti een uitvoering van La Gioconda in het Concertgebouw.
Op 9 juni 2013 is hij overleden, daags voor zijn 87e verjaardag.

## Discografie
- 2004 - Beethoven: Piano Concertos Nos. 1 & 3 (Doremi Records)
- 2004 - Verdi: Il Trovatore (Arts Music)
- 2005 - Ponchielli: La Gioconda Bartoletti/Caballé/Pavarotti, 1980 (Decca)
- 2005 - Donizetti: Roberto Devereux (Myto Records)
- 2006 - Rossini: Il Barbiere di Siviglia (Deutsche Grammophon)
- 2006 - Verdi: Ballo in maschera Bartoletti/Pavarotti/Tebaldi, Decca
- 2006 - Gaetano Donizetti: Lucia di Lammermoor (Myto Records Italy)
- 2008 - Puccini: Trittico Bartoletti/Freni/Nucci/Alagna, 1991 Decca
- 2008 - Best Puccini 100 (EMI Classics)
- 2010 - Giuseppe Verdi: Nabucco (Indie Europe/Zoom)

- Bibsys: 3033160
- Biblioteca Nacional de España: XX848385
- Bibliothèque nationale de France: cb13891201z (data)
- CiNii: DA03983071
- Gemeinsame Normdatei: 134322177
- International Standard Name Identifier: 0000 0001 1450 0434
- Library of Congress Control Number: n81147271
- Nationale Bibliotheek van Letland: 000116998
- MusicBrainz: 9df8be4a-0ee4-4eae-b97d-11501695d49e
- Nationale Bibliotheek van Tsjechië: mzk2003206749
- Nationale bibliotheek van Australië: 35846849
- Nationale Bibliotheek van Israël: 987007451543205171
- Nederlandse Thesaurus van Auteursnamen: 073082759
- Réseau des bibliothèques de Suisse occidentale: 02-A002973377
- Istituto Centrale per il Catalogo Unico: MUSV004847
- SNAC: w6m07vxh
- Système universitaire de documentation: 156170264
- Virtual International Authority File: 84562697
- WorldCat: E39PBJkp8gwGKHKDChHjXTx4bd